# Nexon Corporation

Het logo van de Nexon Corporation

De Nexon Corporation is een Koreaans bedrijf dat spellen ontwikkelt en uitgeeft. Het hoofdkantoor is gesitueerd in Tokio, Japan.

## Divisies
Nexon is opgedeeld in een aantal divisies die zich elk bezighouden met een bepaald gebied:
- Nexon Korea: Het originele bedrijf, ze zijn een van de belangrijkste spellenontwikkelaars in Zuid-Korea
- Nexon Japan: Een zeer belangrijke speluitgever in Japan
- Nexon America: Ontstaan door een fusie met Wizet, waardoor ze legaal in Amerika mochten publiceren
- Nexon Europe: De meest recente divisie van Nexon die in Europa distribueert

## Spellen
Deze spellen zijn speelbaar in Europa:
- MapleStory: Een online MMORPG in een arcadeplatform
- Combat Arms: Een online FPS met RPG-elementen
- Mabinogi : Een online MMORPG in een 3rd person vorm
- Vindictus : Een 3rd person online MMORPG, de prequel van Mabinogi
- Atlantica Online : Spel in het Duits of Frans
- War Rock : Een online FPS.

In Amerika zijn die spellen ook speelbaar, maar daarbovenop ook deze:
- Audition
- KartRider (na de Open Beta offline gehaald, tot de zogenaamde 'full release', sinds 19 maart 2008 niet meer speelbaar)
- SugarRush
- Mabinogi is sinds kort ook speelbaar in Europe.
- The First Descendant: een online co-op looter-shooter in 3rd person vorm

## Nexon Cash
Om winst te maken gebruikt de Nexon Corporation "Nexon Cash", dit is virtueel geld dat men kan kopen met echt geld en waarmee men bepaalde dingen in het spel kan kopen. In MapleStory is er een hele Cash Shop waarin spelers gadgets kunnen kopen. In Combat Arms kunnen spelers met hun Nexon Cash wapens en armour kopen. 